# Таганрогская детская художественная школа имени С. И. Блонской
Таганрогская детская художественная школа им. С. И. Блонской — государственное образовательное учреждение в Таганроге. Основана в 1969 году. Названа в честь известной таганрогской художницы Серафимы Иасоновны Блонской в 1999 году.

## История
Впервые художественная школа (Школа рисования и живописи) в Таганроге появилась в 1910 году. Открыла школу вместе с мужем А. М. Леонтовским известная художница С. И. Блонская. В программе обучения были предусмотрены курсы лекций по анатомии, перспективе и истории искусства. После смерти А. М. Леонтовского (1928) школа прекратила своё существование.
Возрождена в Таганроге детская художественная школа была лишь в 1969 году. Активно способствовал открытию детской художественной школы народный художник РСФСР Николай Бут.
Первый год своего существования ДХШ просуществовала в двух классных комнатах средней школы № 4 в Лермонтовском переулке. Затем художественной школе было предоставлено здание в доме № 90 по улице Фрунзе.
С 1975 по 1995 год Таганрогская детская художественная школа располагалась на двух этажах в правом крыле здания бывшей Александровской мужской гимназии (сейчас там расположен Литературный музей А. П. Чехова). Огромные светлые классы, высокие потолки — это было лучшее помещение за всю историю существования школы. Просторная рекреация второго этажа позволяла проводить выставки работ учеников и преподавателей, и даже реализовывать такие масштабные выставочные проекты, как «Некроакадемия» Юрия Шабельникова (1995) и «Тихая жизнь мёртвой натуры» Натальи Дурицкой (1995).
В связи с аварийной необходимостью капитального ремонта помещений в 1995 году детская художественная школа была временно переведена в здание бывшего детского сада по ул. Р. Люксембург, 153, где её и оставили по настоящее время. Правое крыло здания Александровской мужской гимназии в 1998 году сначала передали спорткомитету Таганрога, а затем — Литературному музею А. П. Чехова. В настоящий момент площади бывшей детской художественной школы занимает Южно-Российский научно-культурный центр А. П. Чехова, подразделение литературного музея.
В 1999 году решением городской Думы города Таганрога от 27.07.1999 № 922 школе присвоено имя Серафимы Иасоновны Блонской.
В 2003 году несколько учениц школы были приглашены в македонский город Битола на ежегодный Международный конкурс детского рисунка, на так называемый Малый битолский Монмартр. С 2003 года ученики школы добивались успеха на международных конкурсах в Индии, Греции, Франции, во многих городах России. За последние 7 лет ученики художественной школы получили свыше 110 наград на различных конкурсах.
С 2006 года школа провела шесть международных конкурсов «А. П. Чехов и герои его произведений», в которых участвовали юные художники из 25 стран мира. В настоящее время фестиваль проводится в формате биеннале.
В январе 2012 года Таганрогская детская художественная школа стала обладателем гран-при X Международного рождественского конкурса детского творчества «Вифлеемская звезда» (Москва).
Ежегодно в ДХШ обучается свыше 300 детей.
В 2013 году в школе был проведён капитальный ремонт.
В августе 2015 года стало известно о планах городской администрации перенести художественную школу в новый строящийся микрорайон «Андреевский», расположенный на самой окраине города, за Шубиным хутором. Аргументирован планирующийся перенос был тем, что художественная школа «выросла» из своего помещения на улице Розы Люксембург.
В 2015 году в художественную школу было принято для обучения 45 человек.

## Руководители школы
- с 2013 по наст. время — Л. Ю. Прытова[19][17]
- с 1998 по 2013 — С. В. Дараган
- с 1993 по 1998 — Н. А. Барановская
- с 1980 по 1993 — В. В. Жинкин
- с 1978 по 1980 — А. С. Старыгин
- с 1977 по 1978 — В. В. Лазебный
- с 1974 по 1977 — Н. М. Бондаренко
- с 1971 по 1974 — Ю. И. Кравцов
- с 1969 по 1971 — М. Н. Зубарев

## Известные преподаватели и ученики
- Адамов, Алексей Владимирович (1971) — выпускник ДХШ, российский художник. Живёт и работает в Москве и в Таганроге.
- Акопянц, Юрий Владимирович (1978) — российский художник.[20][21]
- Барановская, Наталья Алексеевна (1958—2024) — преподаватель ДХШ, директор ДХШ с 1993 по 1998 год, российский художник.
- Барановский, Владимир Анатольевич (1959—2021) — выпускник и преподаватель ДХШ, российский художник.
- Вельтман, Владимир Викторович (1959) — выпускник ДХШ, российский художник.
- Григорьева, Валентина Яковлевна (1904—2000) — российский живописец, прикладник (мозаика), педагог.
- Дмитриев, Владимир Николаевич (1947—2016) — российский скульптор.[22]
- Дурицкая, Наталья Ивановна (1960) — выпускник и преподаватель ДХШ, российская художница, член Союза художников России. Живёт и работает в Ростове-на-Дону и в Таганроге.
- Полиенко, Валерий Валентинович (1974) — выпускник ДХШ, российский режиссёр, поэт-песенник, композитор, продюсер.
- Протопопов, Владислав Васильевич (1961—2015) — выпускник ДХШ, российский художник, педагог.
- Следков, Андрей Евгеньевич (1987) — выпускник ДХШ, российский скульптор.
- Слепченко, Василий Рудольфович (1960—1991) — выпускник ДХШ, российский художник[23].
- Стуканов, Леонид Александрович (1947—1998) — преподаватель ДХШ, российский художник, педагог, член Союза художников России.
- Фесенко, Юрий Иванович (1955) — выпускник ДХШ, российский художник. Живёт и работает в Москве.
- Чернов, Александр Витальевич (1962) — выпускник ДХШ, российский художник.
- Шабельников, Юрий Леонидович (1959) — выпускник и преподаватель ДХШ, российский художник. Живёт и работает в Москве.
- Швец, Надежда Фёдоровна (1958) — выпускник ДХШ, российская художница, заслуженный художник Украины, главный художник Харьковского академического театра оперы и балета.
- Яковлев, Алексей Сергеевич (1974) — выпускник и преподаватель ДХШ, российский художник, педагог.[24]

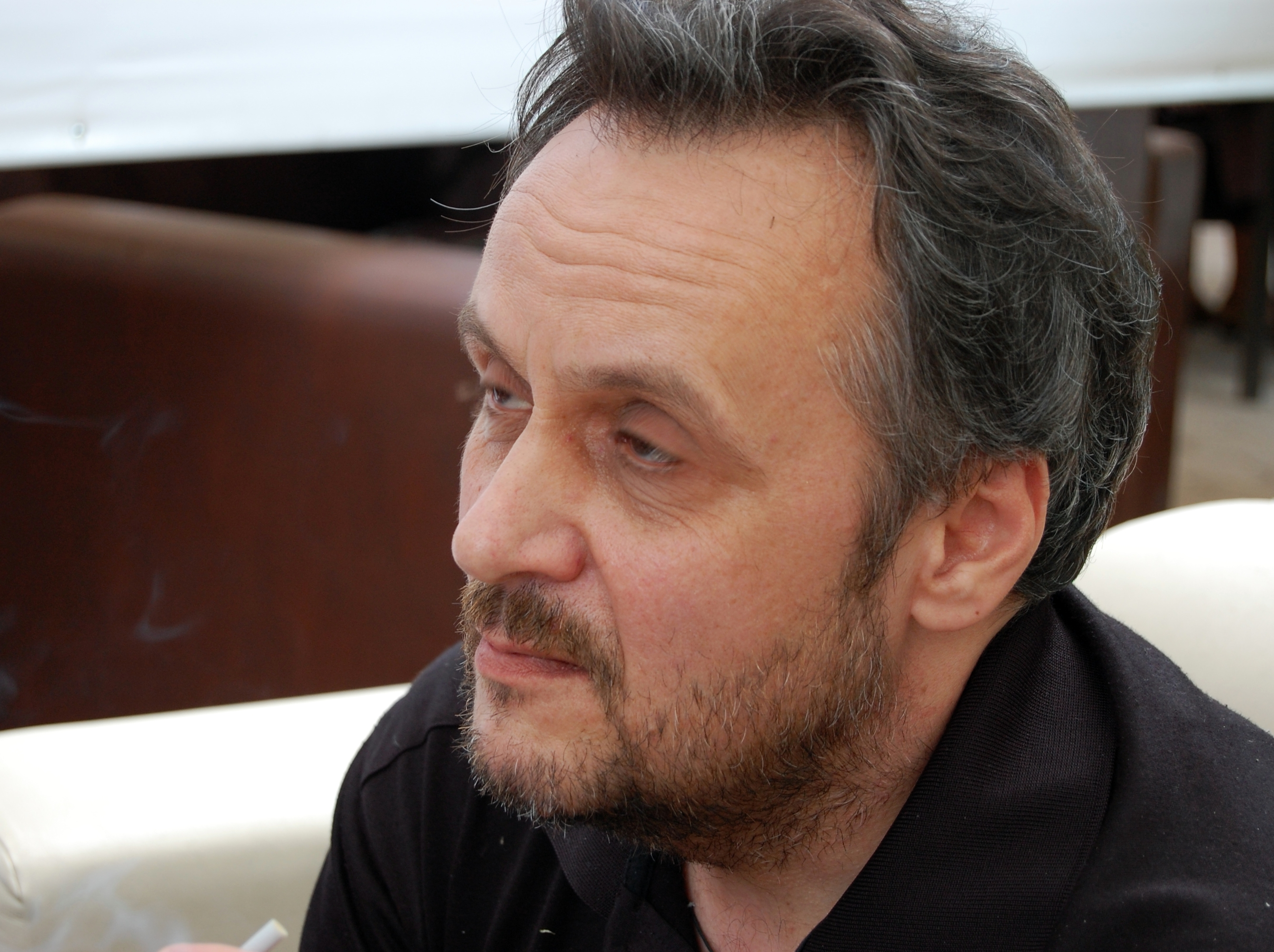
В. А. Барановский
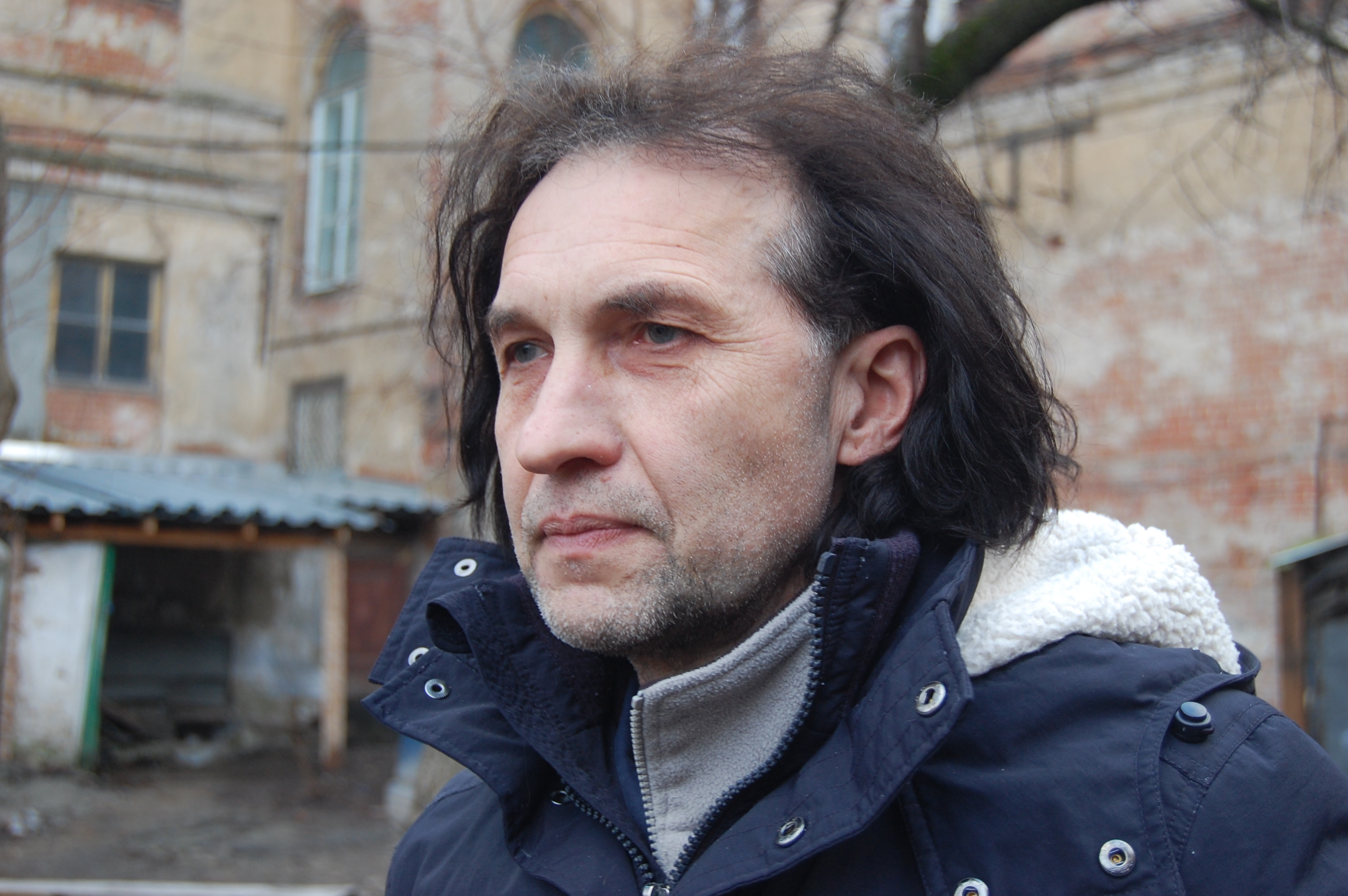
В. В. Вельтман
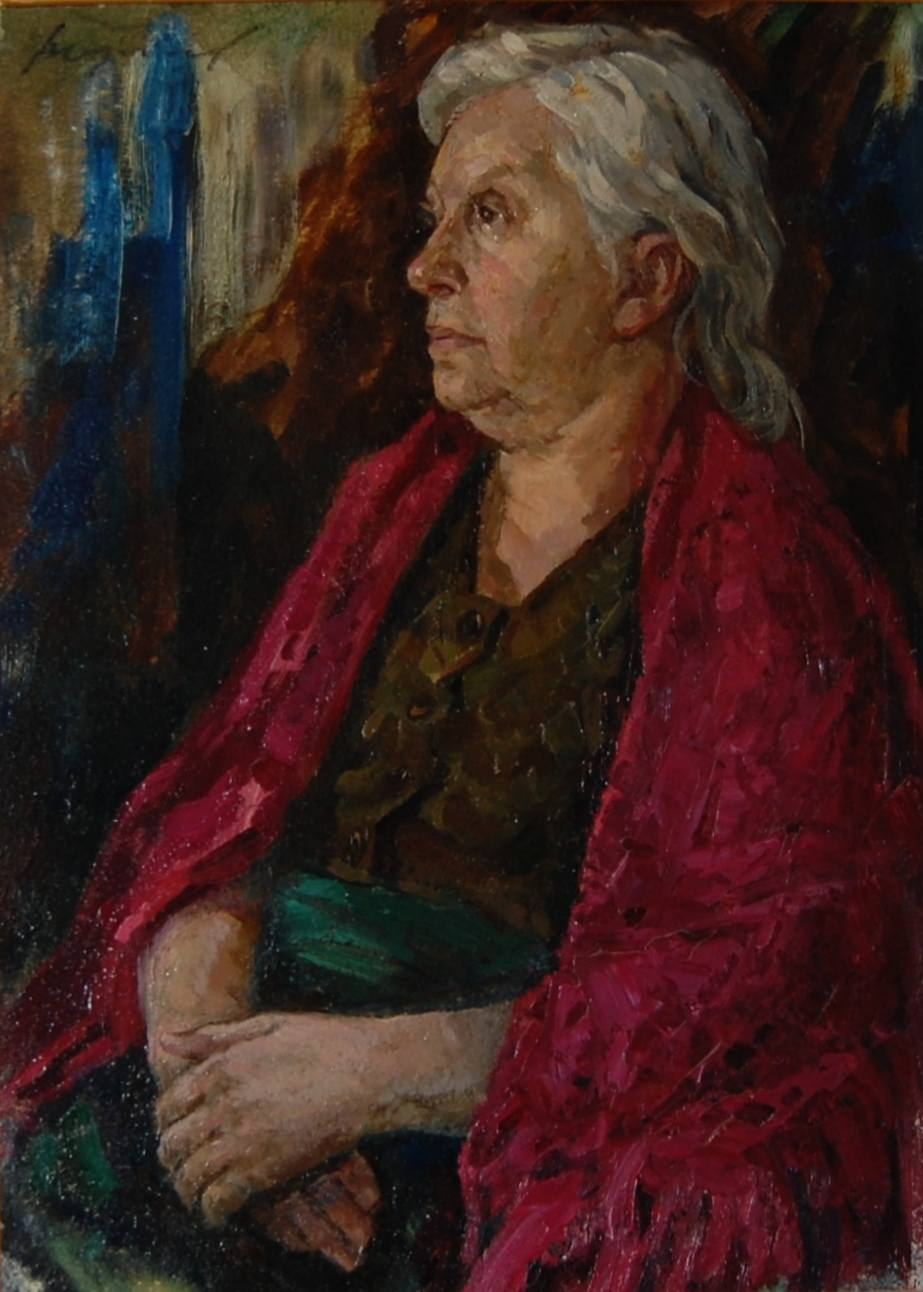
В. Я. Григорьева
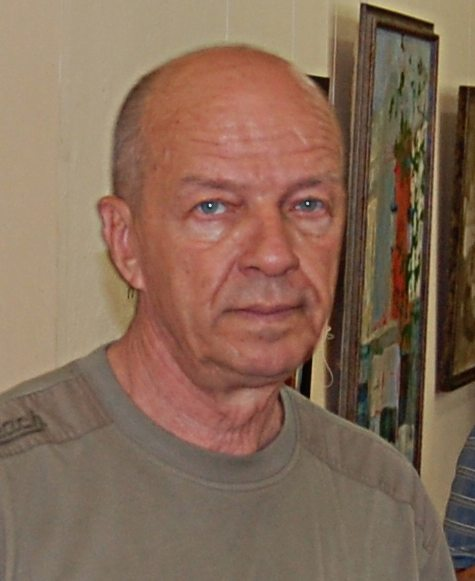
В. Н. Дмитриев
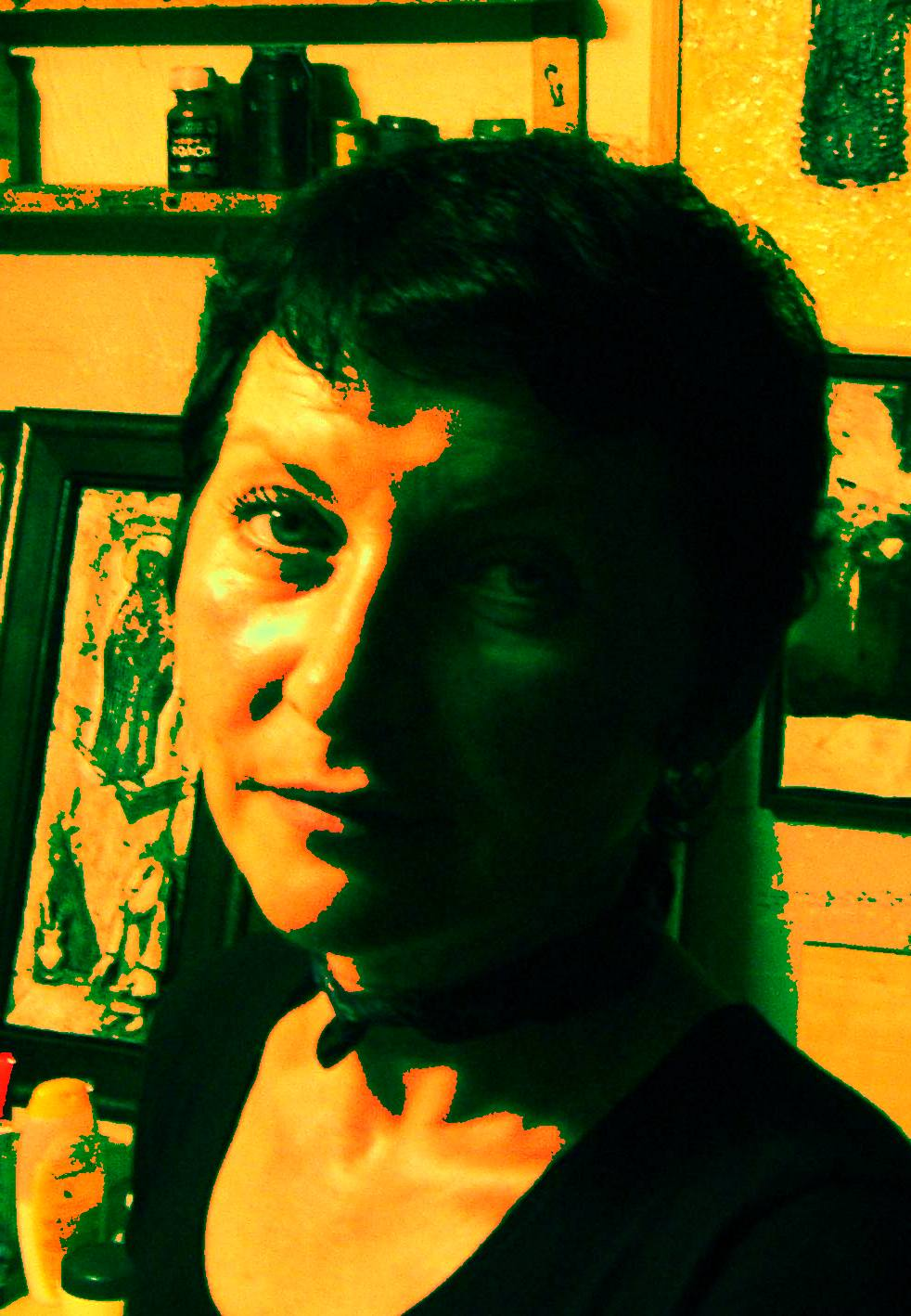
Н. И. Дурицкая
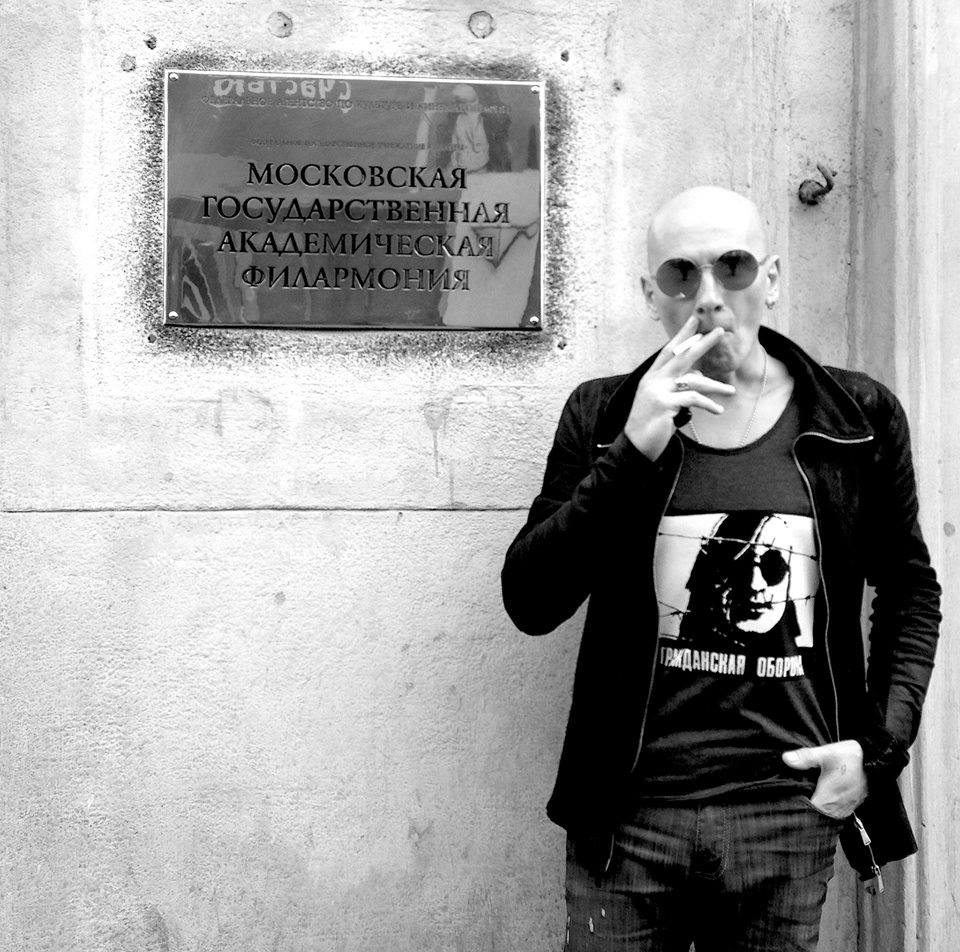
В. В. Полиенко
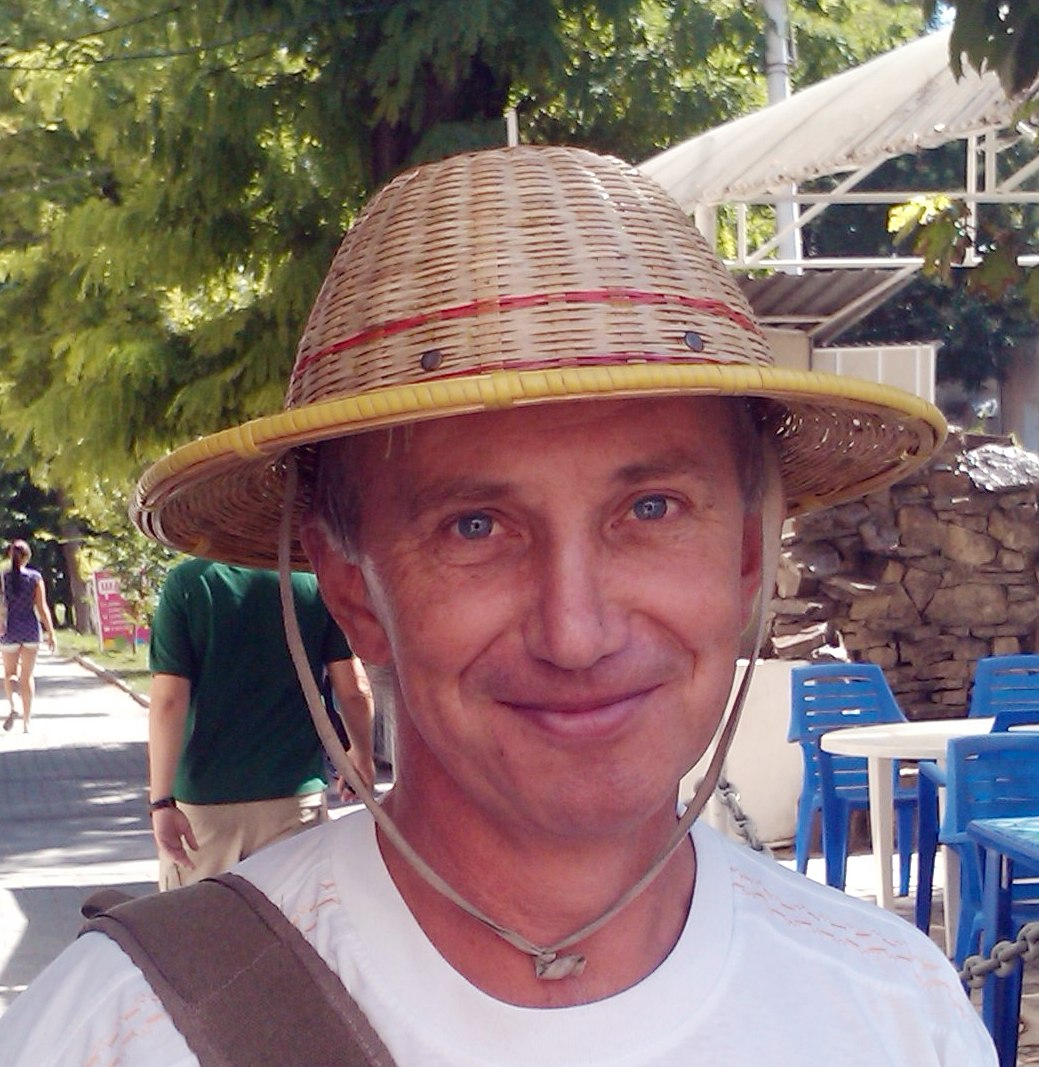
В. В. Протопопов
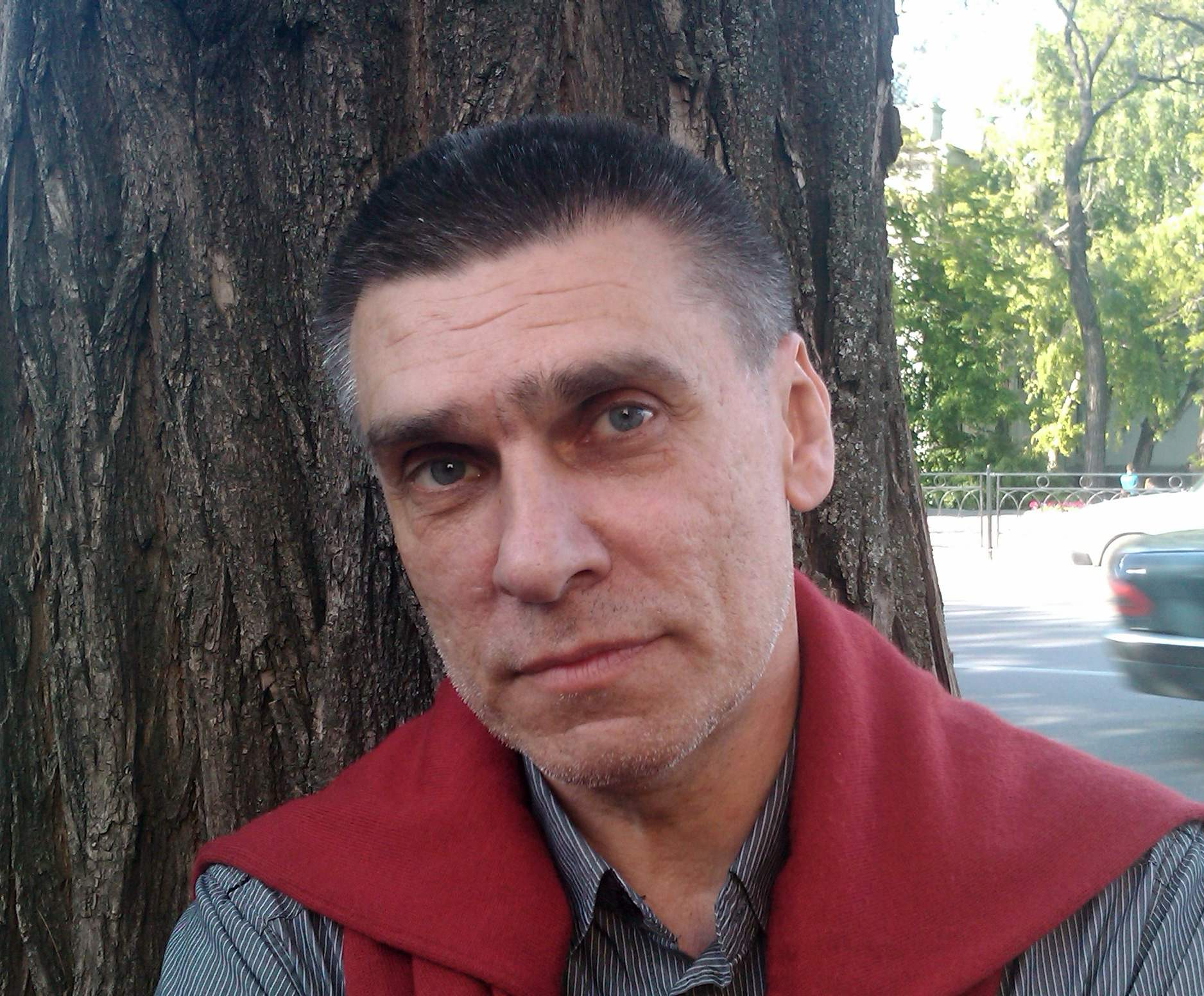
Ю. И. Фесенко
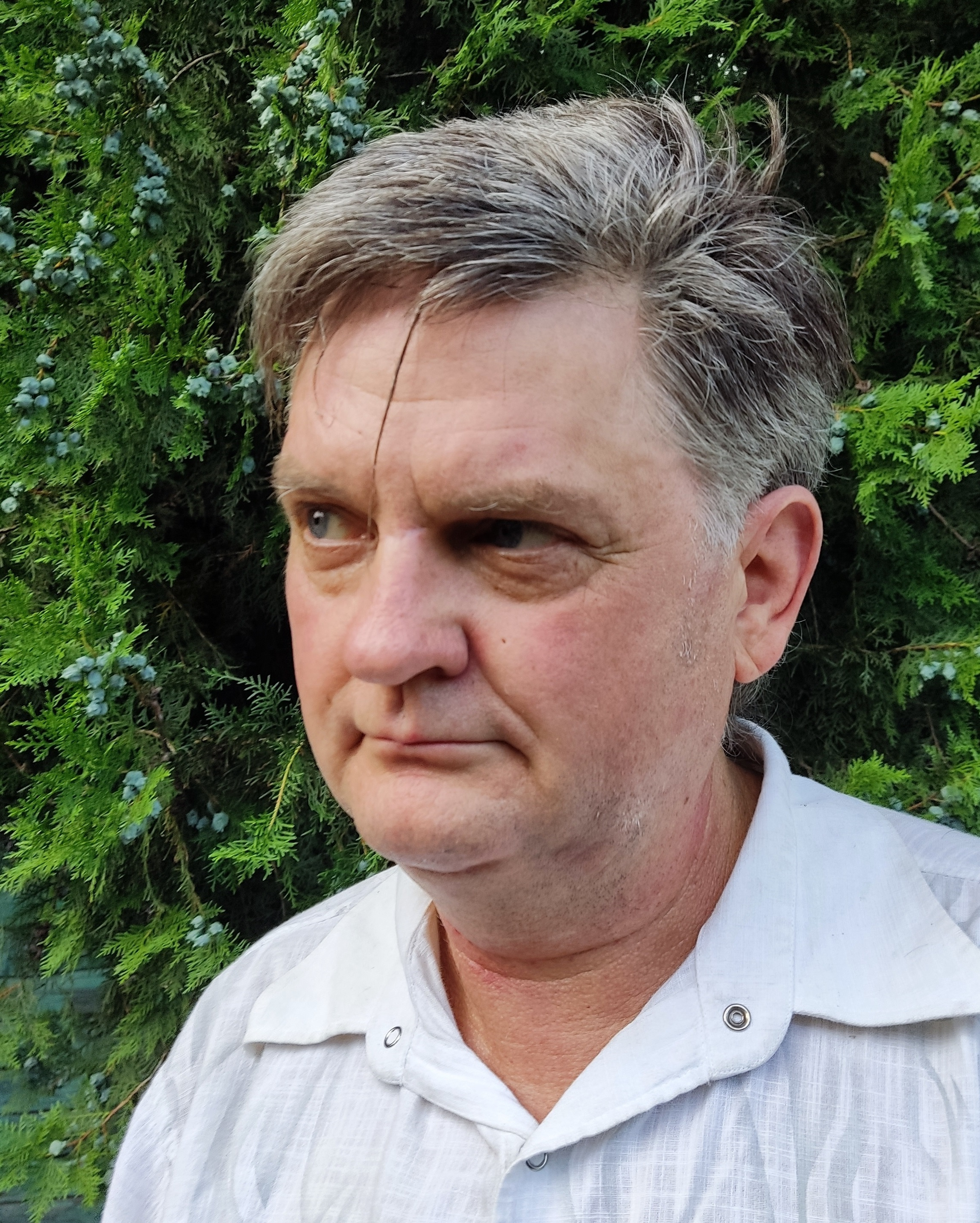
А. В. Чернов
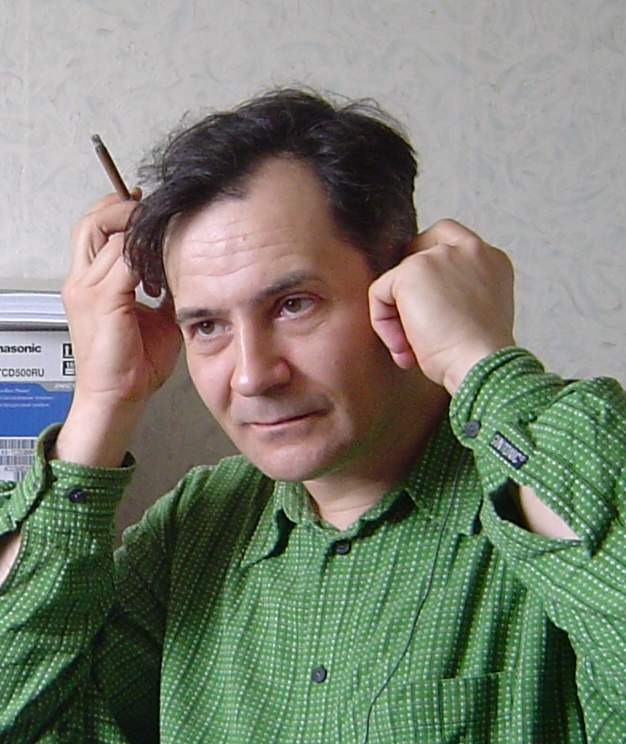
Ю. Л. Шабельников
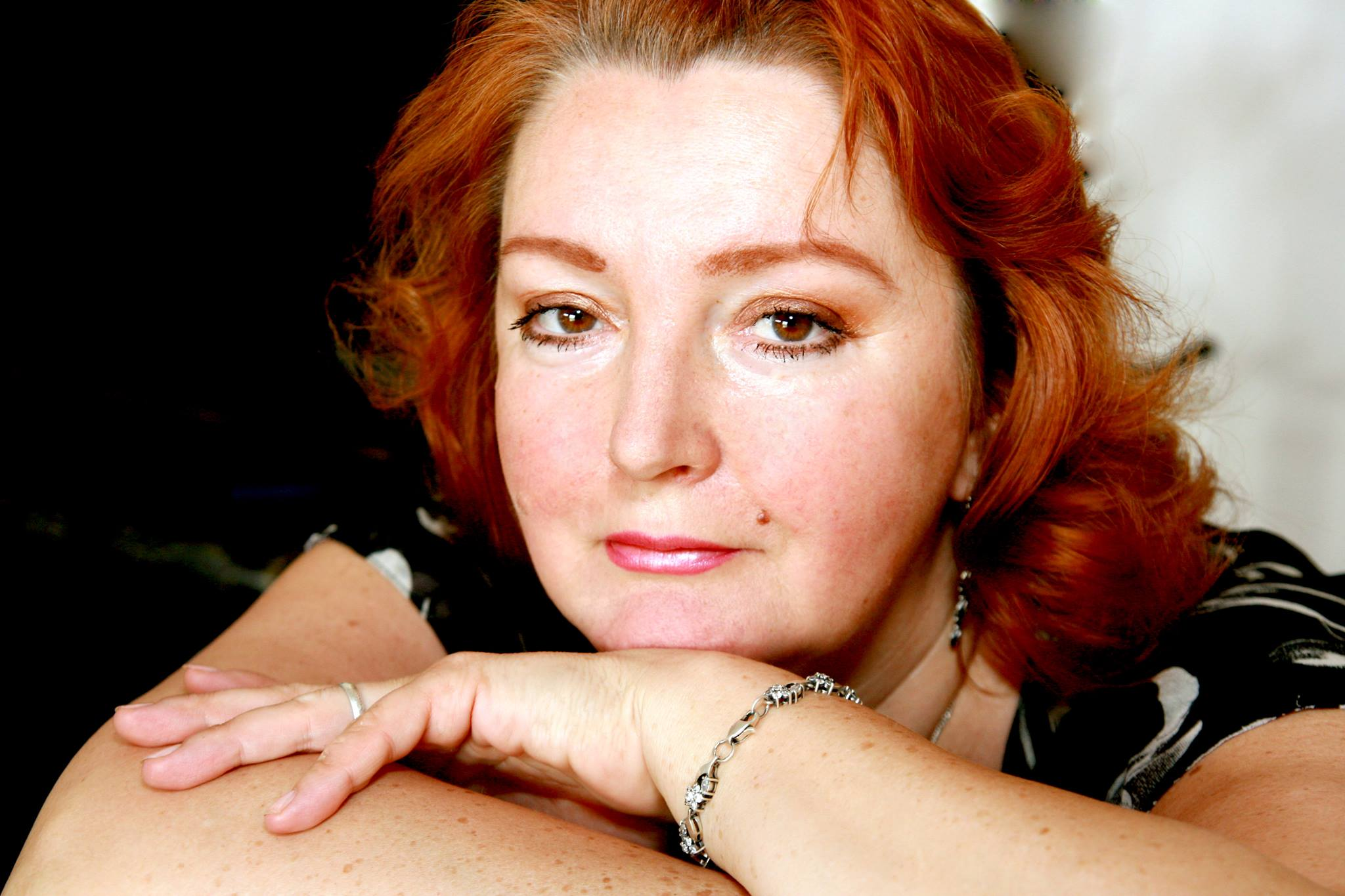
Н. Ф. Швец
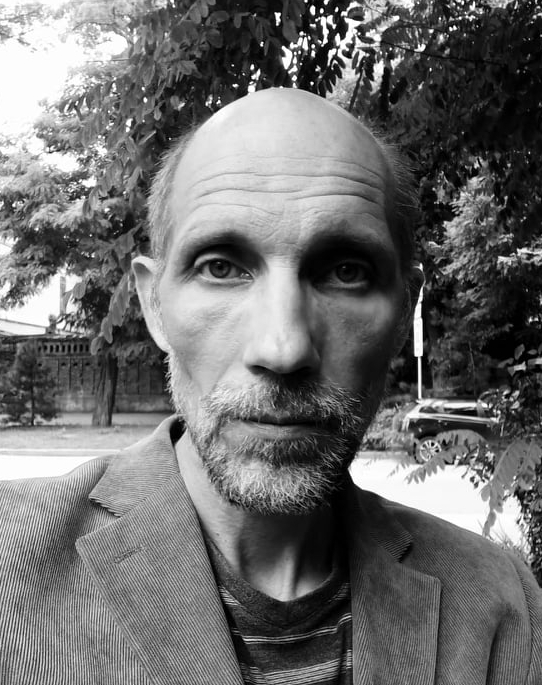
А. С. Яковлев

## Координаты школы
347900, Россия, Ростовская обл., г. Таганрог, ул. Р. Люксембург, 153-1.